# Solène Paré
Solène Paré (née à Québec en 1991) est une metteure en scène québécoise. Elle a fondé la compagnie de création Fantôme en 2017 et a été artiste en résidence à l'Espace Go de 2018 à 2021.

## Biographie
Née à Québec en 1991, Solène Paré a terminé en 2013 un baccalauréat en études théâtrales à l'Université du Québec à Montréal et est diplômée depuis 2016 du programme de mise en scène de l'École nationale de théâtre du Canada(ENT), où elle a notamment travaillé le corpus théâtral de Heiner Müller. Dès sa sortie de l'École nationale de théâtre du Canada, on l'invite à occuper le poste d'artiste en résidence au théâtre Espace Go. Sa mise en scène de Quartett est portée à la scène en 2019, sur les planches de l'Espace Go, suivie d'un cycle américain qui comporta deux œuvres, Les Louves, de Sarah DeLappe (2019), ainsi que La Brèche (2021), de Naomi Wallace. L'auteure québécoise Fanny Britt signe la traduction des deux œuvres américaines. Elle fait son entrée à l'Opéra de Montréal en signant la mise en scène de La voix humaine + L'hiver attend beaucoup de moi. Solène Paré s'intéresse tant aux œuvres contemporaines qu'aux classiques et démontre un intérêt marqué pour les arts visuels et les études de genre, comme le démontrent ses plus récentes créations, qui interrogent notamment le social, les femmes et leur corps,,. Elle assume en parallèle à ses activités de mises en scène la codirectrion du 17e Festival du Jamais Lu en 2018.

## Mises en scène
- 2017 : La Cloche de verre, d'après Sylvia Plath, Théâtre Prospéro[8]
- 2019 : Quartett, de Heiner Müller, Espace Go[9]
- 2019 : Les Louves, de Sarah DeLappe, Espace Go[9]
- 2020 : La Voix humaine + L'hiver attend beaucoup de moi, Théâtre Maisonneuve de la Place des Arts[10]
- 2021 : La Brèche, de Naomi Wallace, Espace Go[11]